# Stan McQuay
Stan Michael McQuay (* 12. Juli 1973 in Yokosuka, Japan) ist ein US-amerikanischer Bodybuilder.

## Leben
Er wurde am 12. Juli 1983 als Sohn einer japanischen Mutter und eines irischen Vaters geboren. Im Kindesalter übersiedelte seine Familie in die Vereinigten Staaten, zuerst nach Illinois, dann ins kalifornische Van Nuys. In seiner Freizeit ging er Surfen und Skateboarden. Um in seiner Footballmannschaft auf dem College spielen zu können, begann er mit dem Krafttraining.
Im Wettkampfbereich steigerte er sich vom anfänglichen Mittelgewicht zum Halbschwergewicht.
Neben seiner Beschäftigung als Wettkampfbodybuilder arbeitet er ebenso als Fitnesstrainer.
Stan McQuay ist ledig und wohnt in Kalifornien.
Bei einer Größe von 170 cm beträgt sein Wettkampfgewicht 84 bis 86 kg, ansonsten 93 bis 95 kg.

## Wettkämpfe
- 1997 ABA California Natural Championships 1.
- 1998 Musclemania Weltergewicht, 2.
- 1999 Musclemania Weltergewicht, 1.
- 2000 NPC California Championships Mittelgewicht, 1.
- 2000 Musclemania Superbody 1.
- 2000 Musclemania Professional, 2.
- 2000 NPC USA Championships Mittelgewicht, 4.
- 2001 Musclemania Superbody Professional, 1.
- 2002 NPC USA Championships Mittelgewicht, 1.
- 2003 NPC Nationals Mittelgewicht, 2.
- 2004 NPC Nationals Mittelgewicht, 2.
- 2006 NPC Nationals Halbschwergewicht, 1. (pro card)
- 2009 IFBB Orlando Jacksonville Professional, 1. (Qualifiziert für Olympia)
- 2009 IFBB Europa Pro, 7.
- 2009 202 Olympia, 14.
- 2010 IFBB Detroit Pro, 1. (Qualifiziert für Olympia)
- 2010 202 Olympia, 7.
- 2010 IFBB Sacramento Pro, 3. (Qualifiziert für Olympia)

| Personendaten    | Personendaten                 |
| ---------------- | ----------------------------- |
| NAME             | McQuay, Stan                  |
| ALTERNATIVNAMEN  | McQuay, Stan Michael          |
| KURZBESCHREIBUNG | US-amerikanischer Bodybuilder |
| GEBURTSDATUM     | 12. Juli 1973                 |
| GEBURTSORT       | Yokosuka, Japan               |